# Signore e signori, buonanotte
Signore e signori, buonanotte es una película ómnibus satírica italiana de 1976 dirigida por Agenore Incrocci, Leo Benvenuti, Luigi Comencini, Piero De Bernardi, Nanni Loy, Ruggero Maccari, Luigi Magni, Mario Monicelli, Ugo Pirro, Furio Scarpelli y Ettore Scola, unidos en la  Cooperativa 15 maggio. El filme se trata de una parodia fuertemente crítica a un día imaginario en televisión, con comerciales, investigaciones periodísticas, dramas, programación infantil y un noticiario en el ficticio canal TG3 (que posteriormente se fundaría como noticiario en la Rai 3), que actúa como hilo conductor.
La sátira está dirigida hacia la corrupción política, el ejército, la Iglesia católica, la televisión, cuyos males se denuncian a través de su representación exagerada, grotesca y paradójica.

## Trama
El locutor del ficticio canal TG3, Paolo T. Fiume (Marcello Mastroianni), informa las noticias más increíbles, expone reportajes investigados por él mismo, incluyendo la entrevista a un ministro corrupto que se defiende apoyando la ley del más fuerte y de la legitimidad de los electores que votaron por él precisamente porque es así; muestra el video difundido por los secuestradores del abogado Agnelli en el que el secuestrado afirma que el rescate del multimillonario se pagará reteniendo unos días de sueldo a todos sus trabajadores; coquetea con su joven asistente (Monica Guerritore), además de interrumpir constantemente la transmisión para discusión con la dirección del canal.
La noticia se intercala con los siguientes programas:
- Una lingua per tutti - La lezione d'inglese (televisión educativa): una inusual lección de idioma inglés, en la que la maestra recita los nombres de las distintas partes del cuerpo en inglés, incluso mostrando los senos y las nalgas desnudas; para luego pasar a una escena donde un agente de la CIA (Vittorio Gassman) asesina a un dignatario de raza negra frente a una embajada. Luego de ello, la maestra resulta ser también una agente secreta y elimina al atacante.
- La bomba (telefilme): una comisaría es evacuada por sospecha de bomba; pero, cuando los escuadrones de bombas descubren que es una falsa alarma, la alta policía no quiere admitir el error, porque han visto cómo el episodio está mejorando la consideración de la policía en la opinión pública y no están dispuestos a arruinar ello. Luego obtienen un artefacto explosivo real, pero explota antes de que puedan abandonar el edificio, causando su muerte.
- Una città allo specchio - Trittico napoletano:
  - Sinite parvulos (periodismo de investigación): en Nápoles, el obispo recompensa a varios niños. También se recompensa a un niño que se ve obligado a trabajar para mantener a sus ocho hermanos porque su madre está enferma y su padre está desempleado. Después de regresar a casa, se suicida saltando desde un balcón.
  - Mangiamo i bambini (entrevista): para combatir el problema de la superpoblación, el profesor Schmidt (Paolo Villaggio), frente a una incrédula interlocutora, propone seriamente comerse a los niños pobres, inspirándose en lo que Jonathan Swift argumentó en su texto Una modesta proposición.
  - Da malata a convalescente (panel de discusión): Paolo T. Fiume actúa como moderador con cuatro de los últimos administradores de Nápoles, curiosamente todos con el mismo apellido, Lo Bove, a quienes no puede hacer preguntas de los espectadores, porque son solo una serie de insultos contra esos políticos corruptos. Al final, ellos pierden el control y se comen literalmente la ciudad de Nápoles, en una reconstrucción de turrón, e incluso roban el reloj del periodista.
- Il generale in ritirata: mientras espera desfilar en un desfile militar, un general (Ugo Tognazzi) satisface sus necesidades físicas en un inodoro, pero el mal funcionamiento de este un increíble crescendo de inconvenientes, que culmina con la pérdida de decoraciones por el desagüe; desesperado, el soldado se suicida con su propia arma.
- L'ispettore Tuttumpezzo (televisión infantil): un íntegro policía (Gassman) va a la villa de un poderoso corrupto (Adolfo Celi) para arrestarlo, pero se está celebrando una fiesta y no solo no puede cumplir con su deber, sino que es tan sensible al poder que termina actuando como camarero de su esposa (Senta Berger).
- Il personaggio del giorno (periodismo de investigación): un periodista sigue durante un día la vida de Menelao Guardabassi (Tognazzi), un jubilado milanés obligado a recurrir a los más diversos recursos para sobrevivir con su miserable pensión de 32.000 liras mensuales, pero que siempre dice no tener nada de qué quejarse, al menos hasta que el periodista nombra la existencia de los filetele, lo que vuelve loco.
- Il Disgraziometro (programa de concursos): en un cínico juego de premios donde el ganador es el que sufre el mayor número de desgracias. De los tres competidores, el primero declara haber recibido mil millones de liras y haberlas perdido en el tren, y es descalificado porque es un "tonto", no un desafortunado. La segunda afirma ser una "viuda virgen". Sin embargo, el tercer competidor gana y se electrocuta cuando presiona el botón en su cabina.
- Il Santo Soglio (teleserie): en el siglo XVI, los cardenales Piazza Colonna y Canareggio están dispuestos a hacer cualquier cosa para ascender al trono papal; el segundo incluso envenenó al cardenal Pizzuti, el último Papa. Después de intentar en vano obtener el voto del pobre y agonizante Felicetto de li Caprettari (Nino Manfredi), durante el cónclave obtienen el mismo número de votos y comienzan a eliminar a los cardenales que creen haber apoyado al oponente, quedando siempre empatados. Para detener la matanza, el cardenal Decano propone elegir a alguien que no tenga mucho tiempo de vida, un Papa de transición, y ambos piensan inmediatamente en Felicetto de li Caprettari. Pero cuando se anuncia la gran noticia al moribundo, éste revela que su estado de salud era solo una ficción, llevada a cabo durante diez años, de acuerdo con un plan cuidadosamente elaborado para lograr ese resultado. Su primera acción como pontífice es hacer ejecutar a los dos cardenales que aspiraban a ese cargo.
- La cerimonia delle cariatidi: en la inauguración del Año Prejudicial, los máximos representantes del Estado y de la Iglesia (incluido el entonces presidente de la República Giovanni Leone), cardenales y soldados, hombres muy ancianos y maltratados, se desatan repentinamente bailando tarantela, al compás de la canción «Funiculì, funiculà».

El día termina con un beso apasionado entre el director y su joven asistente.

## Banda sonora
- La banda sonora de la película fue publicada por RCA en formato LP (RCA SP 8058).

## Recepción
Para el Diccionario Mereghetti, se trata de una sátira que pretendía ser despiadada y que "de hecho sigue raspando, aunque los episodios sean de varios niveles". Para el Diccionario Morandini, la película, a pesar de los nombres involucrados, "no [está] por encima del promedio".
Alberto Pezzotta, en el Corriere della Sera, al presentar la edición en DVD de la película más de treinta años después de su estreno en los cines, la define como "una sátira violenta del hermoso país de la época", un cine "puntual, valiente y provocativo" para lamentar.